# Cold hands
「Cold hands」(コールドハンズ)は、OLDCODEXの4枚目のシングルである。2012年3月7日にランティスよりリリースされた。

## 概要
本作はメンバーのR・O・Nが作詞、作曲を手掛け、全英語詞のデジタルサウンドが特徴的な作品である。
本作はOLDCODEX初のDVD同封シングルである。DVDには本作のミュージックビデオが収録されている。

## 収録曲
1. Cold hands
  - 作詞・作曲:R・O・N
2. the perfect view
  - 作詞・作曲:R・O・N
3. Raise your fist
  - 作詞・作曲:R・O・N